# تان نینها
تان نینها (به لاتین: Tân Ninh) یک منطقهٔ مسکونی در ویتنام است که در استان کوانگ‌بن واقع شده‌است.